# إلي قدوري
إِلِي قَدُّورِيّ (بالإنكليزية: Elie Kedourie؛ 1926–1992 مـ) من مؤرخي الشرق الأوسط البريطانيين. ولد في بغداد ونشأ في حارة اليهود بالقدس.